# Hippopotamyrus longilateralis
Hippopotamyrus longilateralis är en fiskart som beskrevs av Kramer och Olof Peter Swartz 2010. Hippopotamyrus longilateralis ingår i släktet Hippopotamyrus och familjen Mormyridae. Inga underarter finns listade i Catalogue of Life.